# Canton de l'Aigle-Ouest
Le canton de l'Aigle-Ouest est une ancienne division administrative française située dans le département de l'Orne et la région Basse-Normandie.

## Histoire
Le canton est créé en 1982 par division en deux du canton de l'Aigle.
| Période | Période          | Identité           | Étiquette              | Qualité |
| ------- | ---------------- | ------------------ | ---------------------- | --- |
| 1982    | 1998             | Maurice Brard      | DVD                    | Commerçant, maire de L'Aigle (1983-1995) |
| 1998    | 2011             | Jean-Pierre Yvon   | RPR, puis UMP, puis PR | Assureur Ancien conseiller municipal de Chandai Maire de L'Aigle de 2001 à 2008, conseiller municipal de L'Aigle (2008-2012) Suppléant du député Jean-Claude Lenoir de 1997 à 2002 |
| 2011    | 2014 (démission) | Véronique Louwagie | UMP                    | Expert-comptable, conseillère régionale jusqu'en 2012, députée depuis 2012, maire de L'Aigle (2014-2017)                                                                           |
| 2014    | 2015             | Michel Marot       | DVD                    | Agriculteur, maire de Rai |

Le canton participe à l'élection du député de la deuxième circonscription de l'Orne.

## Composition

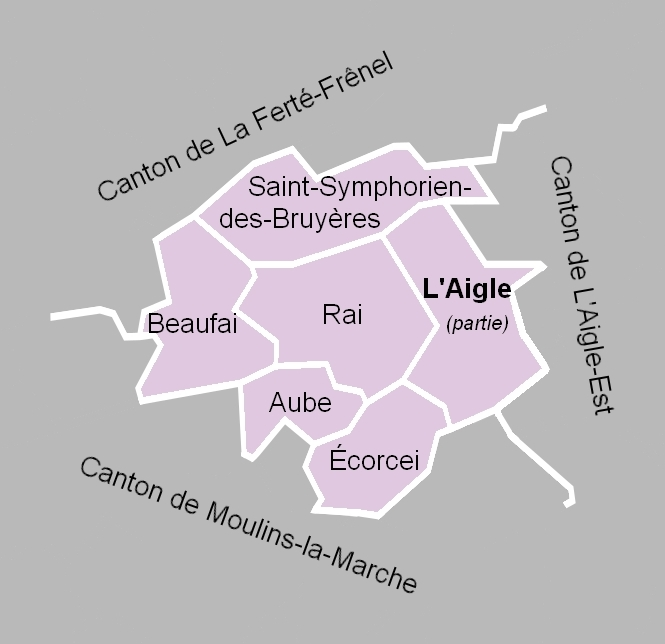
La carte des communes du canton. Les cantons limitrophes étaient ceux de La Ferté-Frênel, de L'Aigle-Est et de Moulins-la-Marche.

Le canton de l'Aigle-Ouest comptait 9 036 habitants en 2012 (population municipale) et groupait six communes :
- L'Aigle ;
- Aube ;
- Beaufai ;
- Écorcei ;
- Rai ;
- Saint-Symphorien-des-Bruyères.

La portion de L'Aigle incluse dans ce canton était située à l'ouest « de la ligne définie par l'axe des voies ci-après : route nationale 813, avenue du Perche, ancienne route de Crulai à L'Aigle, rue de la Croix-Saint-Jacques, rue de la Porte-Rabel, rue des Émangeards, rue de la Porte-Givry (jusqu'à la place de la Halle), rue Saint-Jean, rue de l'Abreuvoir-Saint-Jean, et par la rivière de la Risle ».
À la suite du redécoupage des cantons pour 2015, toutes les communes sauf L'Aigle sont rattachées au canton de Rai. L'Aigle est entièrement intégré au canton de l'Aigle.

### Ancienne commune
La commune de Livet, absorbée en 1839 par Beaufai, était la seule commune supprimée, depuis la création des communes sous la Révolution, incluse dans le territoire du canton de l'Aigle-Ouest.

## Démographie
| 1982 | 1990   | 1999  | 2006  | 2011  | 2012  |
| ---- | ------ | ----- | ----- | ----- | ----- |
| -    | 10 059 | 9 823 | 9 361 | 9 081 | 9 036 |